# Dodona robinsoni
Dodona robinsoni är en fjärilsart som beskrevs av Rothschild 1920. Dodona robinsoni ingår i släktet Dodona och familjen Riodinidae. Inga underarter finns listade i Catalogue of Life.